# 압축비

피스톤의 스트로크를 보여주는 4행정 기관

압축비는 내연 기관에서 실린더 안으로 들어간 기체가 피스톤에 의해 압축되는 용적의 비율이다. 그것은 일반적인 연소 기관의 기본 요소이다.
일반적으로 디젤 엔진은 16~23:1, 가솔린 기관은 7~10:1로 한다.

## 공식
고정 압축비는 다음 식으로 계산된다.
{\displaystyle {\mbox{CR}}={\frac {{\tfrac {\pi }{4}}b^{2}s+V_{c}}{V_{c}}}}
{\displaystyle b\;} = 실린더 보어 (diameter)
{\displaystyle s\;} = 피스톤 스트로크 길이
{\displaystyle V_{c}\;} = 통관 볼륨. 그것은 (헤드 개스킷을 포함해서)연소실의 용적이다. 이것은 압축 행정 말기에서 피스톤이 상사 점 (TDC)에 도달할때의 최소 공간 부피이다. 이 공간의 복잡한 형태 때문에, 그것은 일반적으로 계산하기 보다는 오히려 직접 측정한다.